# Dulichium (botânica)
Dulichium  Pers. é um género botânico pertencente à família Cyperaceae.

## Espécies
- Dulichium arundinaceum
- Dulichium canadense
- Dulichium confervoides
- Dulichium spathaceum